# ردوود فالز (مینه‌سوتا)
ردوود فالز (به انگلیسی: Redwood Falls) شهری در شهرستان ردوود ایالت مینه‌سوتا در کشور ایالات متحده آمریکا است که جمعیت آن در سرشماری سال ۲۰۱۰ میلادی، ۵۲۵۴ نفر بوده‌است.